# Henri Hermans (politicus)
Henricus Gerardus Maria (Henri) Hermans (Blitterswijck, 14 augustus 1874 – 's-Gravenhage, 10 mei 1949) was een Limburgs politicus voor de Roomsch-Katholieke Staatspartij.
Henri Hermans was een zoon van onderwijzer en journalist Wilhelmus Hermans en Henrica Verhofstad. Hij has drie zussen en drie broers, en was zelf het tweede kind in het gezin Hermans. Hij volgde de lagere school te Borgharen en ging in de leer als typograaf bij het dagblad Le Courier de la Meusse. Vervolgens ging hij als typograaf aan de slag bij drukkerij Wehrens in Sittard, maakte hij raadsverslagen voor De (Katholieke) Waarheidsvriend, was hij uitgever van een eigen krantje, 't Politiek Buurke in Meerssen. Van 1897 tot 1903 was hij typograaf bij het Boxmeersch Weekblad De Maasbode, maar van 1903 tot 1918 vervulde hij de functie van Secretaris van de Arbeid (een soort ombudsfunctie) van de Rooms-Katholieke Volksbond in Maastricht, een functie die hij kreeg dankzij Charles Ruys de Beerenbrouck – die hij later in de Tweede Kamer zou opvolgen. Daarnaast was hij redacteur/medewerker bij diverse bladen (waaronder de Volkskrant), voorzitter van de Nederlandsche Roomsch-Katholieke Typografenbond en vervulde hij enkele liefdadige functies.
Van 1909 tot 1913 was Hermans lid van de Maastrichtse gemeenteraad, en van 1918 tot 1942 was hij lid van de Tweede Kamer der Staten-Generaal. Hij was in 1933 en 1937 lijstaanvoerder van de RKSP in kieskring Maastricht. In de Kamer was hij relatief onopvallend, en hield hij zich onder meer bezig met aangelegenheden rond het mijnwezen, verkeer, spoorwegen en sociale zaken. Hij maakte deel uit van diverse commissies, waaronder de Zuiderzeeraad en enkele staatscommissies. In 1921 interpelleerde minister König van Waterstaat met betrekking tot de arbeidsvoorwaarden in de Limburgse mijnen.
Hermans trouwde in 1907 te Maastricht met Elisabeth Maria Geelen en zij kregen twee zoons. Hij werd benoemd tot ridder in de ordes van Oranje-Nassau (1921), de Nederlandse Leeuw (1926) en Sint-Gregorius de Grote. Bij zijn uitvaartmis in 's-Gravenhage in 1949 was de bisschop van Roermond, Guillaume Lemmens, aanwezig.